# 万达·维乌科米尔斯卡
万达·维乌科米尔斯卡（波蘭語：Wanda Wiłkomirska，1929年1月11日—2018年5月1日），波兰小提琴演奏家及小提琴教授。维乌科米尔斯卡精通古典曲目，同时长于二十世纪曲目的诠释。她在一生中荣获两次波兰共和国功绩勋章，表彰其推广波兰音乐所做出的贡献。许多当代作品均由她首演，如作曲家塔德乌什·巴里德及克里斯托弗·潘德列茨基的一些作品。此外她曾在曼海姆与悉尼的音乐学院任教。

## 生平

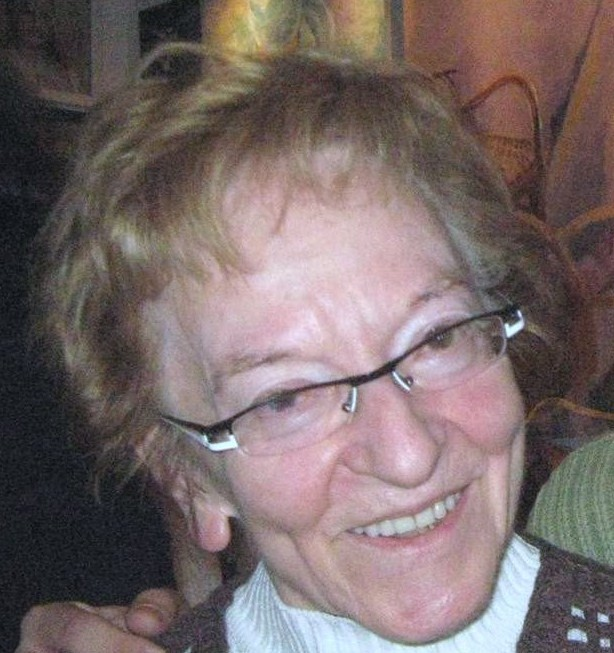
万达·维乌科米尔斯卡，摄于2010年

1929年1月11日，维乌科米尔斯卡在华沙出生。她三岁时即能识谱，起初跟随父亲阿尔弗雷德·维乌科米尔斯卡学习小提琴，随后进入罗兹音乐学院，师从伊雷娜·杜比丝卡，1947年毕业。毕业后前往位于布达佩斯的李斯特音乐学院，随老师埃德·佐图赖茨基深造。1950年毕业后，维乌科米尔斯卡前往巴黎演出，演出时被亨利克·谢林相中，邀至门下学习。随后她参加了多场比赛（1946年于日内瓦，1949年于布达佩斯），并在1950年于莱比锡的约翰·塞巴斯蒂安·巴赫国际大赛赢得二等奖。她也曾在华沙与塔德乌什·弗龙斯基学习。弗龙斯基帮助维乌科米尔斯卡准备1952年在波兹南举办的维尼亚夫斯基国际小提琴比赛。比赛时她初次演奏卡罗尔·席曼诺夫斯基的《第1号小提琴协奏曲》，这部协奏曲在日后成为她最钟爱的作品。在这次比赛中，她与尤里安·西特科维茨基并列获二等奖，一等奖获得者是苏联小提琴演奏家大卫·奥伊斯特拉赫之子伊戈尔。在1953年，她首次被授予波兰共和国功绩勋章，以表彰她“高超的小提琴技术”。
1955年，万达·维乌科米尔斯卡与维托尔德·罗维茨基麾下的华沙国家爱乐乐团合作，在华沙爱乐音乐厅的重建落成典礼上演奏席曼诺夫斯基《第一小提琴协奏曲》。同年，她成为了乐团的首席独奏，并随乐团前往世界各地巡演，与乐团指挥罗维茨基、斯坦尼斯瓦夫·维斯沃基及安托尼·维特保持合作。这样紧密的关系维持了二十二年。1961年，她和乐团前往美国，在纽约的卡内基音乐厅演出。这是她首次在美洲演出。作曲家阿诺德·勋伯格如此评价：
|                                                     | 奏出如此简练、无拘无束和高效的音乐并不是每个乐手都具有的天赋……再加上（维乌科米尔斯卡）优秀的音乐才能和引人入胜的舞台表现力，就促成了一位天生的演奏家。 |
| ——阿诺德·勋伯格，在《纽约时报》上对本场音乐会的评论 | |

这场音乐会成为她国际生涯的开端。美国的音乐经理胡罗克（他曾为小提琴家艾萨克·斯特恩及大卫·奥伊斯特拉赫效力）将维乌科米尔斯卡引荐给热情的美国与加拿大听众。此后她的足迹已经遍布六大洲逾五十国。在20世纪60年代－70年代，她平均每年上演一百场音乐会。1969年，维乌科米尔斯卡在澳大利亚举办了37场演出。后来她移民至澳大利亚。演出收获极高的赞誉，她受到澳大利亚乐团合作的邀请。1973年悉尼歌剧院建成后，她成为首位在此举办独奏演出的小提琴演奏家（由钢琴家杰弗里·帕森斯伴奏）。
在1976年，她参加巴比肯艺术中心落成仪式的音乐会。音乐会指挥原定为约翰·巴比罗利，但最终却由埃里希·莱因斯多夫执棒。音乐会上维乌科米尔斯卡演奏了本杰明·布里顿的《小提琴协奏曲》。虽然其丈夫为共产主义党派高官米奇斯瓦夫·拉科夫斯基，但自20世纪70年代，维乌科米尔斯卡开始转向支持波兰的反对派。在1982年波兰戒严期间，在外演出的维乌科米尔斯卡公开宣布行程结束后自己不会回到波兰。其中一子亚瑟也叛逃至西德。1983年，维乌科米尔斯卡接受曼海姆音乐及表演艺术大学音乐主席一职的任命。自此以后，教学成为她最热爱的事情，这使得她有机会将演奏技法传授给下一代演奏家。
1999年她来到悉尼音乐学院执教。2001年2月，她兼职墨尔本澳大利亚国立音乐学院的工作。同时，她也经常返回欧洲，维系着跨越两大洲的演艺事业，在两地举办各类音乐会、大师班以及比赛。维乌科米尔斯卡是许多小提琴比赛评委席上的常客。她常在莫斯科、东京、伦敦、慕尼黑、维也纳、格拉茨、汉诺威、戈里齐亚及波兰的波兹南、克拉科夫、罗兹、卢布林的比赛上露面。
维乌科米尔斯卡于2018年5月1日因中风在华沙逝世，享年89岁。

## 事业
万达·维乌科米尔斯卡常与演奏钢琴的姐姐玛丽亚和演奏大提琴的哥哥卡齐米日组成“维乌科米尔斯卡三重奏团”，活跃在舞台上。她还与克里斯蒂安·齐默尔曼、丹尼尔·巴伦博伊姆、基东·克雷默、娜塔莉亚·舍卢佳科娃、玛塔·阿格丽希、金·什卡茜安及米沙·麦斯基合作。维乌科米尔斯卡首演了许多波兰当代作品，例如格拉奇娜·巴切维茨《第5号小提琴协奏曲》（1951年）和《第7号小提琴协奏曲》（1979年），塔德乌什·巴里德《表现变奏曲》（1959年），奥古斯丁·布洛赫《对话》（1966年），克里斯托弗·潘德列茨基《随想曲》（1968年），泽贝纽·巴盖尔斯基《小提琴协奏曲》（1980年），罗曼·马切耶夫斯基《奏鸣曲》（1998年），沃齐米日·科通斯基《小提琴协奏曲》（2000年）。

### 演出
万达·维乌科米尔斯卡曾在多个著名音乐厅举办音乐会，包括卡内基大厅、林肯表演艺术中心、巴黎普莱耶尔音乐厅、莱比锡布商大厦、皇家节日音乐厅、莫斯科彼得·柴可夫斯基音乐厅及柏林爱乐厅，亦与众多知名指挥家合作：保罗·克列茨基、皮埃尔·布莱兹、保罗·欣德米特、奥托·克伦佩勒、祖宾·梅塔、约翰·巴比罗利、沃尔夫冈·萨瓦利希、库尔特·马苏尔及埃里希·莱因斯多夫。她同伦纳德·伯恩斯坦仅有过一次合作，由于艺术家个性不同，二者没有进一步的交流往来。维乌科米尔斯卡还演奏过一把1734年出自制琴师皮耶特罗·瓜奈利之手的古小提琴。

### 录音
在1968年，她开始定期和纽约的鉴赏家协会合作录音。在这期间她共录制12张专辑，其中一些是与钢琴家安东尼奥·巴博萨合作的。12张中的两张专辑获评“年度最佳”（1972年）及“法国唱片大奖”（1974年）。她还与德意志留声机、EMI、飞利浦、拿索斯及波兰唱片这些唱片公司合作录音。她的录音多数为室内乐：
- 万达·维乌科米尔斯卡演奏潘德列茨基、巴切维茨、扎日茨基及巴盖尔斯基的波兰音乐及室内乐作品，保罗·达姆伴奏，Ambitus，编号amb97830[19]。
- 布里顿《小提琴协奏曲》，维托尔德·罗维茨基（英语：Witold Rowicki）指挥华沙国家爱乐乐团，1967年录制，2011年出版[7]。
- 万达·维乌科米尔斯卡，华纳古典，2007年[20]。
- 华沙国家爱乐乐团：1955年在重建音乐厅中的第一场音乐会，维托尔德·罗维茨基（英语：Witold Rowicki）指挥华沙国家爱乐乐团，华纳古典，2018年[21]。

## 家庭
万达·维乌科米尔斯卡出生在一个音乐世家。母亲多罗塔·维乌科米尔斯卡（娘家姓特姆金，1901年－1986年）是一名音乐教室及钢琴家，出版过与儿女往来间的笔记文集；父亲阿尔弗雷德·维乌科米尔斯卡是小提琴家。维乌科米尔斯卡在1952年嫁给记者米奇斯瓦夫·拉科夫斯基，1958年起拉科夫斯基任《政治周刊》主编。1975年拉科夫斯基进入波兰统一工人党中央委员会，两年后二人离婚。在1988年－1989年拉科夫斯基任波兰总理兼统一工人党第一书记，期间他受维乌科米尔斯卡及其身边持不同政见者的影响，树立自由化改革派的信誉。二人育有两子，其中一子随母亲移民至澳大利亚。

## 荣誉
- 波兰共和国功绩勋章（1953[9]，1964[25])
- 波兰复兴勋章指挥官十字级（1981年），2005年升级指挥官十字星级[25]
- 卡罗尔·席曼诺夫斯基基金会所颁奖（1997年），旨在表彰她“对卡罗尔·希曼诺夫斯基音乐的重视；音乐独特、热情和富有表现力诠释；将希曼诺夫斯基的音乐传播到世界各地”[25]
- 罗兹音乐学院名誉博士（2006年）[18]